# Erhard Fischer (Pädagoge)

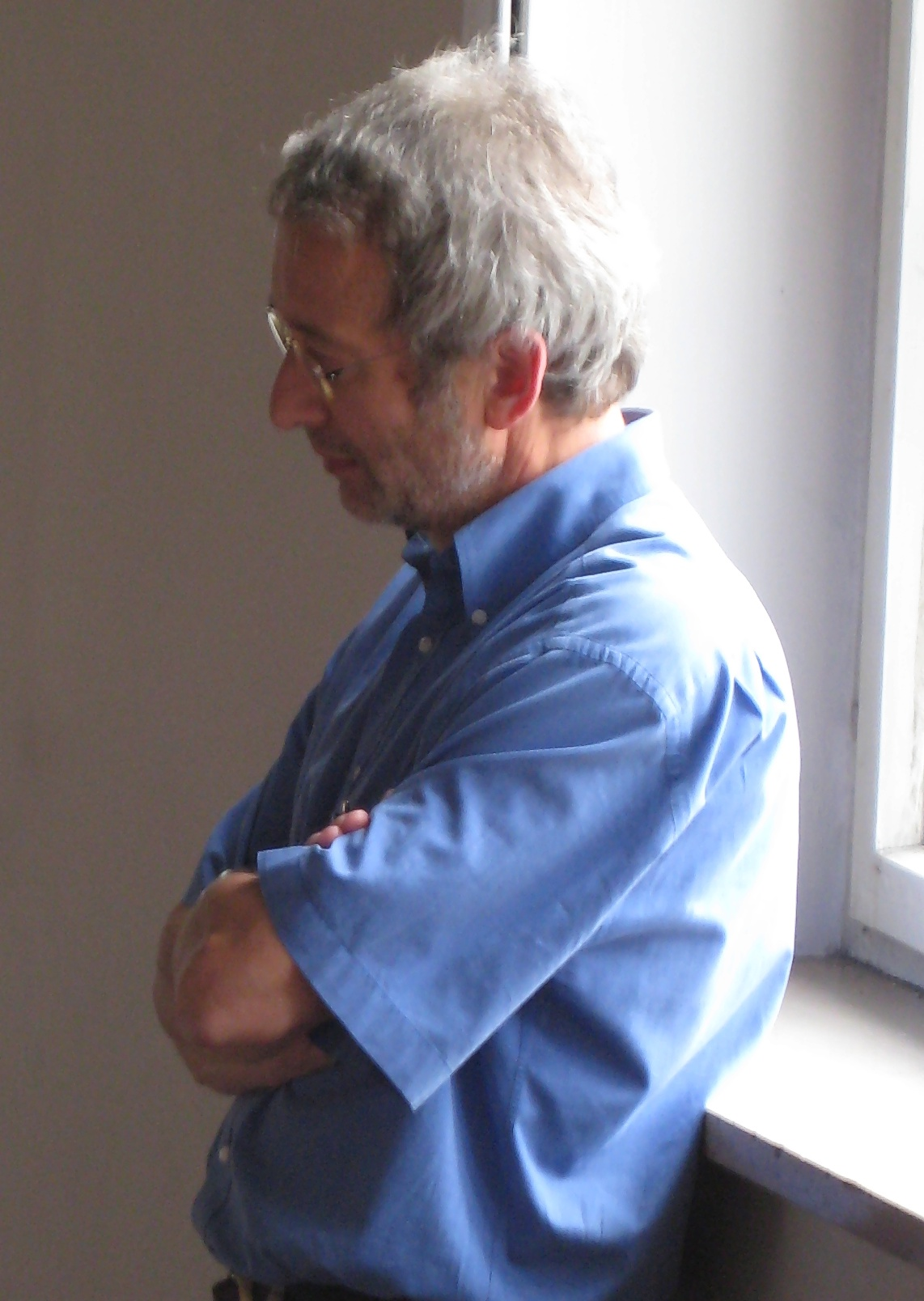
Fischer bei einem Vortrag 2007

Erhard Fischer (* 1952) ist ein deutscher Pädagoge. Von 2001 bis 2018 war er Lehrstuhlinhaber am Institut für Sonderpädagogik an der Julius-Maximilians-Universität Würzburg.

## Lebenslauf
Fischer studierte in Koblenz und Mainz Sonderpädagogik auf Lehramt und schloss mit Lehrbefähigung in Geistigbehinderten-, Verhaltensbehinderten- und Sprachbehindertenpädagogik ab. Es folgte eine Lehranstellung an der „Landesschule für Blinde und Sehbehinderte“ in Neuwied von 1980 bis 1983. Ein parallel dazu vorangetriebenes Studium der Erziehungswissenschaften führte Fischer zum Abschluss als Diplom-Pädagoge.
Nach einer vorübergehenden Professurvertretung an der Pädagogischen Hochschule Heidelberg war er an einer Schule für Menschen mit einer geistigen Behinderung tätig. An der Carl von Ossietzky Universität Oldenburg promovierte Fischer 1991 mit einer Arbeit über Fördermöglichkeiten mehrfachbehinderter Schüler. 2001 habilitierte er sich in Oldenburg. Im August des gleichen Jahres nahm Fischer eine Professorenstelle für Geistigbehindertenpädagogik am Institut für Sonderpädagogik der Universität Würzburg an, die er bis 2018 bekleidete.

## Arbeitsschwerpunkte
Fischer engagierte sich über Jahre in der Lehrerfort- und -weiterbildung, er ist Schriftleiter der Fachzeitschrift „Lernen konkret“ und Autor vieler Fachartikel und -bücher. Er war Mitarbeiter bei der Erstellung von Lehrplänen und gehörte dem erweiterten Vorstand des Würzburger „Zentrums für Lehrerbildung“ an. Verschiedene seiner Veröffentlichungen gelten als fachbezogene Standardwerke für Ausbildung und Beruf.
Seine Themen sind Leben und Lernen unter den Bedingungen einer „geistigen Behinderung“, Wahrnehmung und sinnliche Erkenntnis bei (behinderten) Kindern und Jugendlichen, Schulpädagogik und Schulentwicklung, didaktische und methodische Fragen des Unterrichts im Förderschwerpunkt geistige Entwicklung, Bildung und Erziehung von Schülern mit schweren und mehrfachen Behinderungen, Verhaltensprobleme bei Kindern und Jugendlichen – Aspekte des Verstehens und Helfens und Förderung von Kindern und Jugendlichen mit autistischem Verhalten.

## Veröffentlichungen
- Die schulische Förderung mehrfachgeschädigter Kinder und Jugendlicher mit geistiger Behinderung in der Bundesrepublik Deutschland. Kovac, Hamburg 1997, ISBN 3-86064-009-7.
- Wahrnehmungsförderung. Handeln und sinnliche Erkenntnis bei Kindern und Jugendlichen. 3. Auflage. Borgmann, Dortmund 2003, ISBN 3-86145-164-6.
- als Hrsg.: Pädagogik für Kinder und Jugendliche mit mehrfachen Behinderungen. Lernverhalten, Diagnostik, Erziehungsbedürfnisse und Fördermaßnahmen. Modernes Lernen, Dortmund 2000, ISBN 3-8080-0449-5.
- als Hrsg.: Pädagogik für Menschen mit geistiger Behinderung. Sichtweisen – Theorien – aktuelle Herausforderungen. (= Lehren und Lernen mit behinderten Menschen. 8). Athena, Oberhausen 2003, ISBN 3-89896-140-0.
- als Hrsg.: Welt verstehen – Wirklichkeit konstruieren. Unterricht bei Kindern und Jugendlichen mit geistiger Behinderung. Borgmann, Dortmund 2004, ISBN 3-86145-266-9.
- Vorhaben und Unterrichtseinheiten – Lehren und Lernen im Förderschwerpunkt geistige Entwicklung. 4., verbesserte und überarbeitete Auflage. Borgmann, Dortmund 2005, ISBN 3-86145-284-7.
- Bildung im Förderschwerpunkt geistige Entwicklung. Entwurf einer subjekt- und bedarfsorientierten Didaktik. (= UTB – Sonderpädagogik 3067 Sonderpädagogische Unterrichtskonzepte). Klinkhardt, Bad Heilbrunn 2008, ISBN 978-3-7815-1572-7.
- Berufliche Teilhabe und Integration von Menschen mit geistiger Behinderung. Abschlussbericht der wissenschaftlichen Begleitung zum Projekt »Übergang Förderschule-Beruf«. Athena-Verlag, Oberhausen 2011, ISBN 978-3-89896-445-6.
- als Hrsg.: Heilpädagogische Handlungsfelder: Grundwissen für die Praxis. Kohlhammer, Stuttgart 2014, ISBN 978-3-17-023073-6.
- Inklusion im Förderschwerpunkt Geistige Entwicklung. Kohlhammer, Stuttgart 2016, ISBN 978-3-17-024247-0.
- als Hrsg.: Weil ich will halt einfach mein eigenes Ding machen: Menschen mit geistiger Behinderung auf dem allgemeinen Arbeitsmarkt. Athena-Verlag, Oberhausen 2016, ISBN 978-3-89896-618-4.